# Dimboly

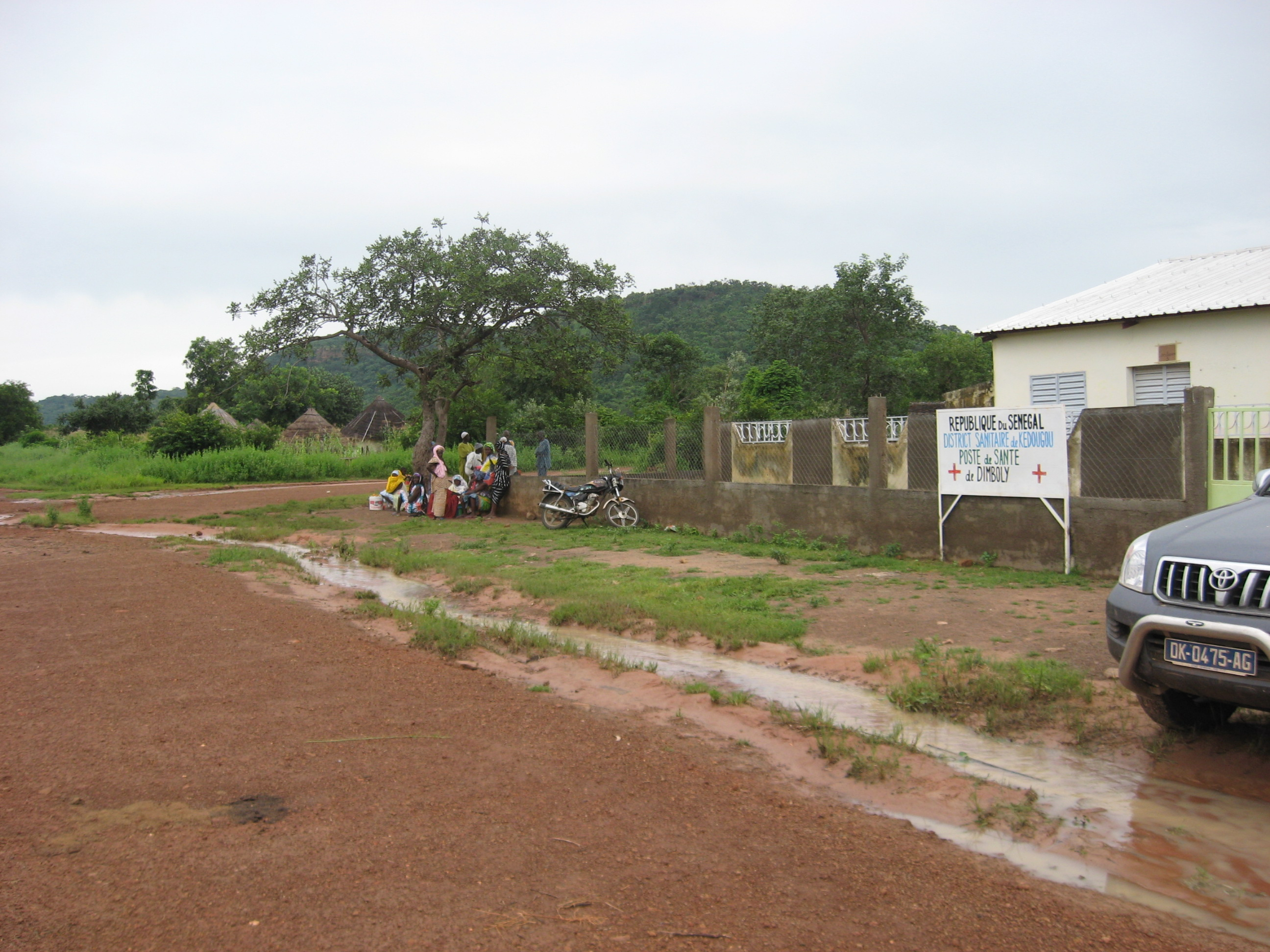
Le poste de santé

Dimboly (ou Dimboli) est une localité du sud-est du Sénégal, située dans l'arrondissement de Fongolembi, une subdivision du département de Kédougou dans la région de Kédougou. C'est le chef-lieu de la communauté rurale du même nom.
Le village se trouve à une trentaine de kilomètres au sud-est du chef-lieu régional, Kédougou, et à quelques kilomètres de la frontière avec la Guinée.
Dimboly comptait 787 personnes et 85 ménages lors du dernier recensement.